# Casa Soler (Llagostera)
Casa Soler és una obra del municipi de Llagostera (Gironès) inclosa en l'Inventari del Patrimoni Arquitectònic de Catalunya. És un edifici urbà unifamiliar entre mitgeres amb cancell d'accés. La composició de la façana recorda altres exemples d'arquitectura del s. XIX de Catalunya. Destaquem del conjunt els balcons de ferro colat amb lloses de pedra i mènsules de pedra artificial de decoracions geomètriques. Hi ha una cornisa de coronament al segon pis i reixes de ferro colat a la planta baixa. Tipus constructiu molt característic de l'últim terç del s. XIX. Generalment eren relacionats amb l'esplendor de la indústria del suro. Amb posterioritat s'ha ampliat amb una planta més.